# Blastoidea

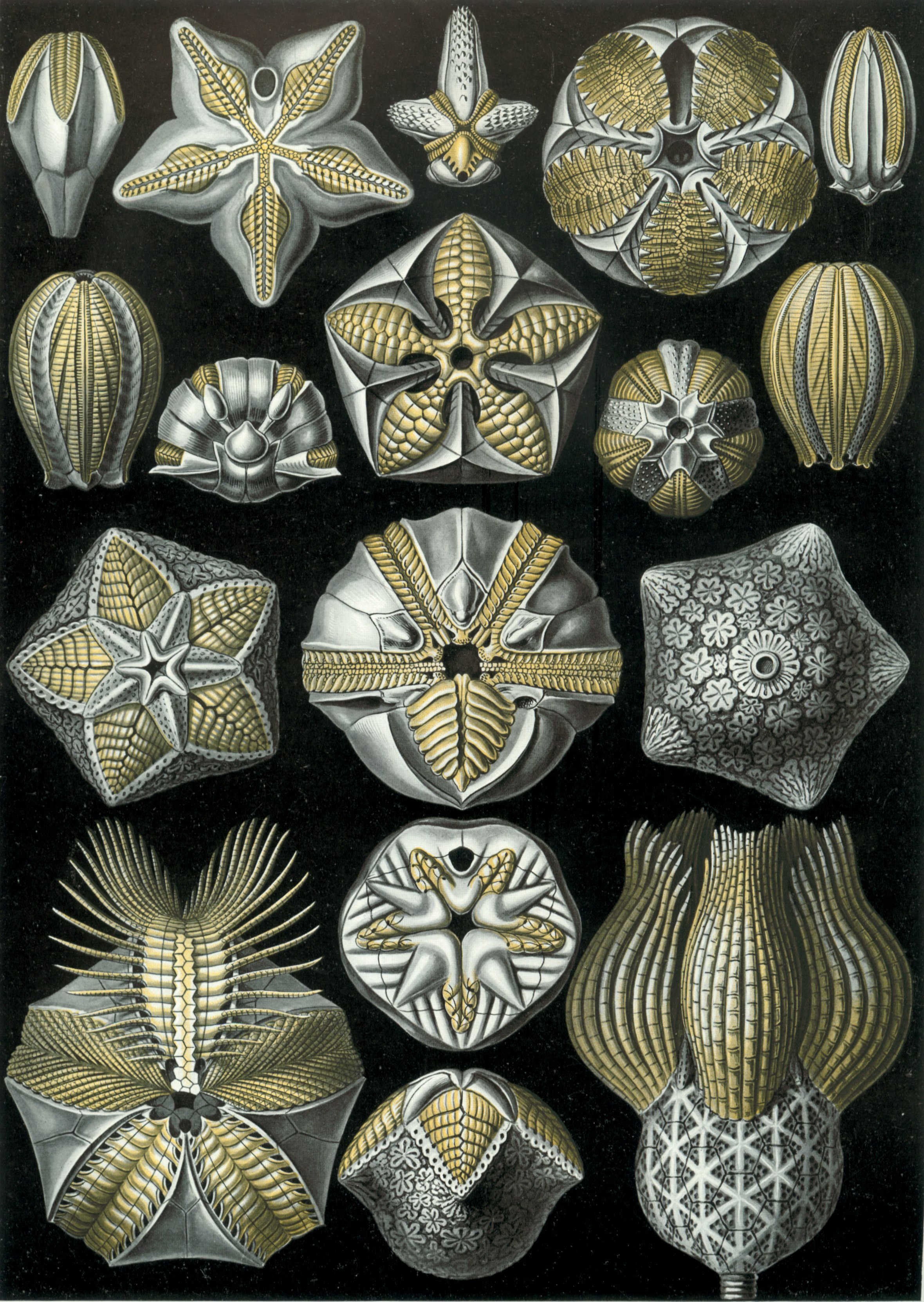
"Blastoidea", por Ernst Haeckel em Kunstformen der Natur, 1904

Blastoidea é uma classe de equinodermos extinta. Apesar da grande quantidade de fósseis encontrados, alguns biólogos consideram a teoria que algumas espécies ainda possam estar vivas, e que possam ser encontradas nas planícies abissais.